# Eiskunstlauf-Weltmeisterschaft 1902
Die 7. Eiskunstlauf-Weltmeisterschaft fand am 13. Februar 1902 in London (Großbritannien) statt.
Es gab wieder nur eine Herrenkonkurrenz, jedoch nahm an dieser mit Madge Syers auch eine Frau teil. Dies war möglich, weil die ISU-Regeln nicht explizit vorschrieben, dass nur Männer starten durften. Im darauf folgenden Jahr wurden die Regeln geändert und eine eigene Konkurrenz für Damen eingeführt; diese wurde allerdings erst 1906 zum ersten Mal durchgeführt.
Madge Syers wurde in der Herrenkonkurrenz Zweite und Ulrich Salchow, der von ihr begeistert war, schenkte ihr seine Goldmedaille, die er gerade gewonnen hatte.

## Ergebnisse

### Herren
| Platz | Sportler        | Land                   |
| ----- | --------------- | ---------------------- |
| 1     | Ulrich Salchow  | Schweden               |
| 2     | Madge Syers     | Vereinigtes Königreich |
| 3     | Martin Gordan   | Deutsches Reich        |
| 4     | Horatio Torromé | Vereinigtes Königreich |

Punktrichter waren:
- W. F. Adams  Vereinigtes Königreich
- J. H. Thomson  Vereinigtes Königreich
- H. Wendt  Deutsches Reich
- Dr. P. Weryho  Russland
- I. Westergren  Schweden

## Quelle
- World figure skating championships 1900–1909 (men). Skatabase, archiviert vom Original am 11. Oktober 2008; abgerufen am 21. Mai 2018 (englisch).